# Сенгилейка (деревня)
Сенгилейка — упразднённая деревня в Инсарском районе Мордовии России. Входила в состав Мордовско-Паевского сельского поселения. Исключена из учётных данных в 2007 году.

## География
Располагалась на левом берегу реки Инсарка, 4 км к юго-юго-востоку от села Мордовская Паёвка.

## История
В «Списке населённых мест Пензенской губернии за 1869» Новая Лухма (Сенгилейка) казенная деревня из 17 дворов Наровчатского уезда.

## Население
| 1989 | 2002 |
| ---- | ---- |
| 40   | ↘11  |

Национальный состав
Согласно результатам Всероссийской переписи населения 2002 года, в национальной структуре населения русские составляли 27 %, мордва-мокша — 73 %.